# John Sebastian
John Benson Sebastian, né le 17 mars 1944 à Greenwich Village (New York), est un chanteur, guitariste et compositeur américain de folk rock. Il fut le leader du groupe The Lovin' Spoonful, avant de poursuivre une carrière en solo.

## Biographie
Son père étant un harmoniciste connu, sa jeunesse se passe dans une ambiance musicale : il rencontre ainsi de nombreux musiciens, comme Woody Guthrie, et écoute les bluesmen Leadbelly et Mississippi John Hurt, qui viennent dans son quartier pour des concerts.
Il fait partie des groupes Even Dozen Jug Band et Mugwumps, à l'origine des groupes The Lovin’ Spoonful et The Mamas & The Papas. Sebastian est rejoint par Zal Yanovsky et Joseph Campbell Butler pour former The Lovin' Spoonful (dont le nom provient d'une chanson de Mississippi John Hurt).
Après la séparation du groupe Lovin' Spoonful en 1969, John Sebastian fait une carrière en solo, se produisant lors de concerts, dans le cadre de festivals (dont Woodstock et Big Sur Folk Festival (en) en 1969) ou dans des auditoriums municipaux, voire dans des gymnases. Il participe aussi à de nombreux enregistrements d’autres artistes, par exemple avec les Doors sur leur album Morrison Hotel sous le pseudonyme de « G. Puglese ». Il a également fait la première partie d'un concert des Doors à Détroit en mai 1970, mais le public ne fut pas réceptif en raison d’un mauvais réglage du son de sa guitare folk. Jim Morrison l'invita à monter sur scène en fin du concert pour jouer avec eux sur deux ou trois chansons. Il a dû récupérer un harmonica dans le public pour accompagner les Doors.
On peut avoir une idée de ses concerts grâce à l’album Cheap-cheapo productions presents Real Live John Sebastian : il y reprend des morceaux de The Lovin' Spoonful (« Younger Girl », « My Gal », « Nashville Cats », « Did you ever have to make up your mind » et « Lovin’ You ») ou des classiques comme « Goodnight Irene » et « Waiting for a train ». Avec « Happy Harmonica », il montre qu'il est, comme son père, un excellent harmoniciste.
Il a joué avec le groupe J-Band. En 2007, il sort Satisfied, un album en duo avec le mandoliniste David Grisman.
Il participe à l'album Orange des MonaLisa Twins en 2017, en tant qu'harmoniciste sur deux chansons (dont le premier single, « Waiting for the Waiter »).

## Discographie

### Solo
- John B. Sebastian (1970) - Avec David Crosby, Stephen Stills et Graham Nash
- John Sebastian Live (1970)
- Cheapo Cheapo Productions Presents Real Live John Sebastian (1971)
- The Four of Us (1971)
- Tarzana Kid (1974)
- Welcome Back (1976)
- The Devil and Daniel Mouse: A Nelvana Story Album (1978)
- John Sebastian and the J-Band: I Want My Roots  (1992)
- John Sebastian and the J-Band: Chasin' Gus' Ghost (1999)
- John Sebastian & David Grisman: Satisfied (2007)
- John Sebastian and Arlen Roth Explore the Spoonful Songbook (2021)

### Participations
- 1995 : Johnnie be back de Johnnie Johnson (MusicMasters) avec Buddy Guy, Al Kooper...
- 1970 : concert des Doors à Detroit (8 mai 1970) sur l'album des Doors Live in Detroit Ray Manzarek annonce : « John Sebastian plays the guitar » (56 s) pendant la chanson I'm a kingbee.
- 1970 : concert des Doors à New-York (1er janvier 1970) sur les compilations Alive, She Cried et In Concert pendant la chanson Little Red Rooster (Willie Dixon)
- 2017 : Orange des MonaLisa Twins (29 septembre 2017)